# Istorija Perua
Istorija Perua obuhvata četiri milenijuma, protežući se kroz nekoliko faza kulturnog razvoja ovog planinskog i jezerskog regiona. Peru je bio dom civilizacije Norte Čiko, najstarije civilizacije u Americi i jedne od šest najstarijih na svetu, te Carstva Inka, najveće i najnaprednije države u predkolumbijskoj Americi. Osvojilo ga je Špansko carstvo u 16. veku, koje je uspostavilo vicekralja koji je bio nadležan za većinu njihovih južnoameričkih domena. Država je proglasila nezavisnost od Španije 1821. godine, ali se učvrstila tek nakon bitke kod Ajakuča, tri godine kasnije.

## Prekolumbijske kulture
Alati za lov od pre više od 11.000 godina pronađeni su u pećinama Pačakamac, Telarmačaj, Hunin i Laurikoča. Neke od najstarijih civilizacija pojavile su se oko 6000. godine p. n. e. u primorskim provincijama Čilka i Parakas, i u visinskoj provinciji Kaležon de Huajlas. Tokom sledećih tri hiljade godina stanovnici su prešli sa nomadskog načina života na obrađivanje zemlje, kao što dokazuju nalazišta poput Jiskajrumoka, Kotoša i Huaka Priete. Kultivacija biljaka poput kukuruza i pamuka (Gossypium barbadense) je započela, kao i pripitomljavanje životinja poput divljih predaka lame, alpake i zamorca, kao što se vidi na reljefnim slikama Kamelida sa reljefom iz oko 6000. p. n. e., u pećinama Molepunko u Kalaliju. Stanovnici su praktikovali predenje i pletenje pamuka i vune, pravljenje košara i keramike.
Kako su ovi stanovnici postali sedentarni, poljoprivreda im je omogućila da grade naselja i nova društva nastaju duž obale i u Andskim planinama. Prvi poznati grad u Americi bio je Karal, smešten u dolini Supe, 200 km severno od Lime. Sagrađen je oko 2500. godine p. n. e..
Ono što je ostalo od civilizacije, koja se naziva Norte Čiko, je oko 30 piramidalnih građevina izgrađenih u vidu opadajućih terasa koje se završavaju ravnim krovom; neke su visine do 20 metara. Karal je jedno od svetskih središta uspona civilizacije.
Početkom 21. veka, arheolozi su otkrili nove dokaze drevnih pretkeramičkih kompleksnih kultura. Tom D. Dilehej i njegov tim su 2005. godine objavili otkriće tri kanala za navodnjavanje starih 5.400 godina i mogućeg četvrtog starosti od 6.700 godina, svi u dolini Zanja na severu Perua, što je dokaz aktivnosti zajednice u cilju poboljšanja poljoprivrede mnogo ranije nego što se prvobitno smatralo. Robert Benfer i istraživački tim su 2006. godine otkrili opservatoriju u Buena Visti, lokaciji u Andima nekoliko kilometara severno od današnje Lime. Oni veruju da je opservatorija povezana sa oslanjanjem društva na poljoprivredu i razumevanjem godišnjih doba. Lokalitet sadrži najstarije trodimenzionalne skulpture pronađene do sada u Južnoj Americi. Arheolog Valter Alva i njegov tim su 2007. godine pronašli hram star 4000 godina sa oslikanim freskama u Ventaronu, u severozapadnoj regiji Lambajeke. Hram je sadržao ceremonijalne ponude stečene razmenom sa peruanskim društvima iz džungle, kao i onima sa obale Ekvadora. Takvi nalazi pokazuju sofisticiranu, monumentalnu konstrukciju koja je zahtevala veliku organizaciju rada, što sugeriše da su hijerarhijske, složene kulture nastale u Južnoj Americi mnogo ranije nego što su naučnici mislili.
Mnoge druge civilizacije koje su se razvijale bile su apsorbovane od strane najmoćnijih, kao što su Kotoš, Čavin, Parakas, Lima, Naska, Moče, Tijavanako, Vari, Lambajeke, Čimu i Činča, između ostalih. Kultura Parakas nastala je na južnoj obali oko 300. godine pre nove ere. Oni su poznati po upotrebi dlake vikunja umesto pamuka za proizvodnju finog tekstila— inovacija koje nisu stigle na severnu obalu Perua vekovima kasnije. Obalne kulture poput Moče i Naske razvijale su se od oko 100. godine p. n. e. do oko 700. god. n. e. Moče su razvile impresivnu metalurgiju, kao i neke od najfinije keramike viđene u drevnom svetu, dok su Naske poznate po svojim tekstilima i zagonetnim Naska linijama.
Ove obalne kulture su na kraju počele da opadaju kao rezultat ponavljajućih El Ninjo poplava i suša. Kao posledica toga, Vari i Tijavanako, koji su živeli u unutrašnjosti Anda postali su dominantne kulture u regionu, koje su obuhvatale veći deo modernog Perua i Bolivije. Nasledili su ih moćni gradovi-države, kao što su Čankaj, Sipan, i Kahamarka, i dva carstva: Čimor i Čačapoja. Ove kulture su razvile relativno napredne tehnike  ratarstva, zlatne i srebrne zanate, grnčarstva, metalurgije, i pletenja. Oko 700. godine p. n. e., izgleda da su razvili sisteme društvene organizacije koji su prethodili civilizaciji Inka.
U planinama, i kultura Tijavanako, blizu jezera Titikaka u Peruu i Boliviji, i Vari, u blizini današnjeg grada Ajakučo, razvili su velika urbana naselja i široke državne sisteme između 500. i 1000. godine.
Nisu sve Andske kulture bile voljne da ponude svoju lojalnost Inkama, jer su Inke proširile svoje carstvo, a mnoge su bile otvoreno neprijateljske. Pripadnici kulture Čačapoje bili su primer toga, ali su ih Inke na kraju osvojile i integrisale u svoje carstvo.

### Carstvo Inka (1438–1532)
Inke su izgradile najveće i najnaprednije carstvo i dinastiju pretkolumbovske Amerike. Tavantinsuju—koji potiče iz jezika Kečua i označava "Kraljevstvo četiri strane sveta"— dostigao je svoje najveće proširenje početkom 16. veka. Dominirao je teritorijom koja je uključivala (od severa prema jugu): jugozapadni deo Ekvadora, deo Kolumbije, glavnu teritoriju Perua, severni deo Čilea, i severozapadni deo Argentine, a od istoka do zapada: od jugozapadnog dela Bolivije do Amazonije.
Carstvo je poteklo od plemena iz Kuska, koji je postao glavni grad. Paćakuti nije bio prvi Inka, ali je bio prvi vladar koji je značajno proširio granice države Kusko- verovatno je mogao da se uporedi sa Aleksandrom Velikim (antička Grčka), Cezarom (Rimsko carstvo), Atilom (Huni) i Džingis-kanom (Mongolsko carstvo). Njegovo potomstvo je kasnije vladalo carstvom i proširivalo ga nasilnim invazijama i mirnim osvajanjima - tj. dogovorenim brakovima među vladarima malih kraljevstava i vladarima Inka.
U Kusku, kraljevski grad je izgrađen da podseća na pumu u ležećem stavu, glava, glavna kraljevska struktura, formirala je ono što jedanas poznato kao Saksajvaman. Administrativni, politički i vojni centar Carstva nalazio se u Kusku. Carstvo je bilo podijeljeno na četiri četvrtine: Činčajsuju, Antisuju, Kuntisuju i Kulasuju.
Službeni jezik je bio Kečua – nametnut građanima. To je bio jezik susednog plemena prvobitnog plemena carstva. Osvojenim populacijama - plemenima, kraljevstvima, državama i gradovima - bilo je dozvoljeno da praktikuju sopstvene religije i životne stilove, ali su morali da priznaju kulturu Inka kao superiornu u odnosu na svoju. Inti, bog sunca, trebalo je da bude obožavan kao jedan od najvažnijih bogova carstva. Njegova reprezentacija na zemlji bila je Inka ("Car").
Tauantinsujo je bio organizovan u vladama sa stratifikovanim društvom, u kome je vladar bio Inka. Podržana je i ekonomijom zasnovanom na kolektivnoj imovini zemlje.
Primećeni su mnogi neobični običaji, na primer ekstravagantni praznik Inti Rajmi koji se slavio u čast Boga Sunca, i mladim ženama koje su bile Device Sunca, žrtvenim devicama posvećenim Inti. Carstvo, koje je bilo prilično veliko, takođe je imalo impresivan saobraćajni sistem puteva do svih tačaka carstva koji su nazvani Staza Inka, i časkije, nosače poruka koji su prenosili informacije od bilo kog mesta u carstvu do Kuska.
Maču Pikču (Quechua for "old peak"; sometimes called the "Lost City of the Incas") je dobro očuvana pretkolumbijska ruševina Inka koja se nalazi na visokom planinskom grebenu iznad doline Urubamba, oko 70 km severozapadno od Kuska. Merenja elevacije variraju u zavisnosti od toga da li se podaci odnose na ruševinu ili kraj planine, turističke informacije u Maču Pikčuu navode visinu kao 2.350 m (7,711 stopa). Zaboravljen vekovima od strane spoljnog sveta, mada ne od strane lokalnog stanovništva, privukao je međunarodnu pažnju Jejlskog arheologa Hirama Bingama, koji ga je ponovo otkrio 1911. i napisao najprodavaniji rad o tome. Peru nastavlja sa pravnim naporima da povrati hiljade artefakata koje je Bingam uklonio sa lokacije a koji su u posedu Jejla. Bingam ih je prodao Jejlu.
Iako je Maču Pikču daleko najpoznatiji u svetu, Peru se može pohvaliti mnogim drugim mestima gde moderni posetioci mogu videti opsežne i dobro očuvane ruševine, ostatke perioda Inka, pa čak i starije gradnje. Veliki deo arhitekture Inka i kamena koji su pronađeni na ovim lokacijama i dalje zbunjuje arheologe. Na primer, na Saksajvamanu u Kusku, zidovi u obliku cik-cak formirani su od masivnih kamenih gromada, precizno ugrađenih u nepravilne uglove. Nijedno vezivno sredstvo ih ne drži zajedno, ali su ipak ostali apsolutno čvrsti vekovima, preživeli zemljotrese koji su porušili mnoge kolonijalne konstrukcije Kuska. Oštećenja zidova koja su danas vidljivi uglavnom su nanošena u bitkama između Španaca i Inka, kao i kasnije, u kolonijalnoj eri. Kako je Kusko rastao, zidovi Saksajvamana su delimično demontirani, a mesto je postalo pogodan izvor građevinskog materijala za novije gradske stanovnike. Još uvek nije poznato kako su ovi kamenovi oblikovani i izglađeni, podignuti jedan na drugi (oni su zaista  veoma  masivni), ili su ukomponovani od strane Inka, ne znamo ni kako su prevezli kamenje na lokaciju. Kamen koji se koristi nije autohton na tom području i najverovatnije je dolazio iz planina koje su bile udaljene nekoliko kilometara.

## Evropska kolonizacija Perua (1532–1572)
Kada su Španci došli 1531. godine, teritorija Perua bila je jezgro visoko razvijene civilizacije Inka. Sa centrom u Kusku, carstvo Inka proširilo se na ogromno područje, koje se protezalo od jugozapadnog Ekvadora do severnog Čilea.
Fransisko Pizaro i njegova braća bili su privučeni vestima o bogatom i fantastičnom kraljevstvu. Oni su 1532. godine stigli u zemlju, koju su nazvali Peru. (Forme Biru, Piru i Beru se takođe sreću u ranim zapisima.) Prema Raulu Porasu Barenečeu, Peru nije reč iz jezika Kečua niti karipskog španskog jezika, već indo-španskog ili je hibrid.
U godinama između 1524. i 1526. godine, evropske velike boginje, donešene od strane osvajača u Panami, koji su prethodili španskim osvajačima u Peruu putem transmisije među domorocima, proširile su se i na carstvo Inka. Velike boginje bile su uzrok smrti vladara Inka Vajna Kapaka kao i veći deo njegove porodice, uključujući i njegovog naslednika, što je dovelo do građanskog rata između braće Atavalpa i Uaskara. Iskoristivši to, Fransisko Pizaro je izvršio državni udar. 16. novembra 1532, dok je Atavalpina pobednička vojska bila u nenaoružanom slavlju u Kahamarci, Španci su namamili Inku Atavalpa u zamku tokom bitke za Kahamarku. Dobro naoružani Španci ubili su hiljade jedva naoružanih vojnika Inka i zarobili novog vladara Inka, izazvavši veliko zaprepaštenje među domorocima i uslovljavajući budući tok borbe. Kako je Uaskar ubijen, Španci su osudili Atavalpu za ubistvo, i pogubili ga.
Neko vreme, Pizaro je zadržao tobožnji autoritet Inka, proglašavajući Tupak Valpu kao Sapa Inku nakon Atavalpine smrti. Ali zloupotrebe osvajača su ovaj čin učinile previše očiglednim. Španska dominacija se konsolidovala, jer su sukcesivne pobune domorodaca bile krvno potisnute. Do 23. marta 1534. Pizaro i Španci ponovo su osnovali grad Inka Kusko kao novo špansko kolonijalno naselje.
Uspostavljanje stabilne kolonijalne vlade odloženo je na neko vreme od strane autohtonih pobuna i međusobnih borbi četa konkistadora (predvođenih Pizarom i Dijegom de Almagrom). Izbio je dugi građanski rat u kom su Pizarovi konkistadori pobedili u bici kod Las Salinasa. Godine 1541. Pizaro je ubijen od strane frakcije koju je predvodio Dijego de Almagro II (špa. El Mozo), a stabilnost prvobitnog kolonijalnog režima uzdrmana je u građanskom ratu koji je usledio.
Uprkos tome, Španci nisu zanemarili proces kolonizacije. Njena najznačajnija prekretnica bila je osnivanje Lime u januaru 1535, iz koje su organizovane političke i administrativne institucije. Novi vladari su uspostavili ekonmende sistem, kojim su španci ubirali poreze od lokalnog stanovništva, od čega je deo prosleđen Sevilji u zamenu za preobražavanje domorodaca u hrišćanstvo. Vlasništvo nad zemljom je pripadalo kralju Španije. Kao guverner Perua, Pizaro je koristio ekonmende sistem kako bi podelio praktično neograničenu vlast nad grupama domorodačkih Peruanaca svojim vojnicima, formirajući tako kolonijalnu strukturu zemljišta. Od autohtonih stanovnika Perua se sada očekivalo da uzgajaju stoku starog sveta, živinu, i useve za kolonijaliste. Otpor je strogo kažnjavan, što je dovelo do nastajanja "Crne legende".
Neophodnost konsolidacije španske kraljevske vlasti nad ovim teritorijama dovela je do stvaranja Kraljevske audiensije. Naredne 1542. godine, uspostavljeno je Vicekraljevstvo Peru (špa. Virreinato del Perú), koja je imala autoritet nad većinom Južne Amerike pod španskom vladavinom. (Kolumbija, Ekvador, Panama i Venecuela su razdvojeni kao Vicekraljevstvo Nova Granada (špa. Virreinato de Nueva Granada) u 1717. godini, a Argentina, Bolivija, Paragvaj, i Urugvaj su postali Vicekraljevstvo Rio de la Plata u 1776. godini).
Posle Pizarove smrti izbili su brojni unutrašnji problemi, a Španija je napokon poslala Blaska Nunjeza Velu da bude prvi namesnik Perua 1544. godine. Kasnije ga je ubio Pizarov brat, Gonzalo Pizaro, ali je novi vicekralj, Pedro de la Gaska, uspeo da obnovi red. Zarobio je i pogubio Gonzala Pizara.
Popis koji je uradio poslednji Kipukamajok pokazuje da je bilo 12 miliona Inka, a 45 godina kasnije, pod vlašću Španaca, podaci o popisu iznosili su samo 1.100.000 Inka. Istoričar Dejvid N. Kuk procenjuje da se njihovo stanovništvo smanjilo sa procenjenih 9 miliona u 1520-im godinama na oko 600.000 u 1620. uglavnom zbog raznih infekcija. Iako donošenje bolesti nije bio organizovani pokušaj genocida, rezultati su bili slični. Naučnici sada veruju da, među različitim faktorima koji doprinose, epidemije bolesti kao što su velike boginje (za razliku od Španaca, američki starosedeoci nisu bili imuni) bile najveći uzrok smanjenja broja stanovnika američkih domorodaca. Gradovi Inka dobili su španska hrišćanska imena i obnavljali su ih kao španske gradove oko trga sa crkvom ili katedralom okrenutom prema zvaničnoj rezidenciji. Nekoliko gradova Inka kao što je Kuzko zadržali su matičnu zidarsku konstrukciju za temelje svojih zidova. Druge lokacije Inka, kao što je Vanuko Vieho, bili su napušteni i preseljeni u gradove na nižim visinama koje su više odgovarale Špancima za život.

## Vicekraljevstvo Peru (1542–1824)
Španska kruna je 1542. godine osnovala Vicekraljevstvo Peru, koje je reorganizovano nakon dolaska viteza Franciska de Toleda 1572. godine. On je okončao autohtonu državu Neo-Inku u Vilkabambi i pogubio Tupaka Amarua I. Takođe je ostvario ekonomski razvoj putem komercijalnog monopola i eksploatacije minerala, uglavnom iz rudnika srebra Potosi. Ponovo je koristio Inka mita, program prisilnog rada, kako bi mobilisao domicilne zajednice za rudarski rad. Ova organizacija pretvorila je Peru u glavni izvor španskog bogatstva i moći u Južnoj Americi.
Grad Lima, koji je 18. januara 1535. osnovao Pizaro, kao "Sijudad de Rejes" (Grad kraljeva), postao je sedište nove vlasti. Prerasla je u moćan grad, sa jurisdikcijom nad većinom španske Južne Amerike. Plemeniti metali prolazili su kroz Limu na putu do Panamskog zemljouza i odatle u Sevilju, u Španiji. Do 18. veka, Lima je postala istaknuta i aristokratska kolonijalna prestonica, sedište univerziteta i glavno špansko uporište u Americi.
Ipak, tokom osamnaestog veka, dalje od Lime u provincijama, Španci nisu imali potpunu kontrolu. Španci nisu mogli da upravljaju pokrajinama bez pomoći lokalne elite. Ova lokalna elita, koja je vladala pod imenom Kuraka, ponosila se svojom istorijom Inka. Pored toga, tokom osamnaestog veka, domorodački narod se pobunio protiv Španaca. Dve od najznačajnijih pobuna su bile pobuna Huana Santosa Atavalpe 1742. godine u andskim džunglama Tarma i Hauha i pobuna Tupaka Amarua II 1780. godine u planinskom području blizu Kuska.
U to vreme, razvijala se ekonomska kriza usled stvaranja Vicekraljevstva Nove Granade i Rio de la Plate (na račun teritorije Vicekraljevstva Perua), oslobađanja od plaćanja carine koja su preselila komercijalni centar iz Lime u Karakas i Buenos Ajres, i smanjenje rudarske i tekstilne proizvodnje. Ova kriza se pokazala povoljnom za autohtonu pobunu Tupaka Amarua II i odredila progresivno propadanje Vicekraljevstva Perua.
Napoleon je 1808. godine napao Pirinejsko poluostrvo i zarobio kralja Fernanda VII. Kasnije 1812. godine, Kadiz Kortes, nacionalna zakonodavna skupština Španije, proglasila je liberalni Ustav Kadiza. Ovi događaji inspirisali su emancipatorske ideje između španskih Kreola  širom španske Amerike. U Peruu, kreolski ustanak u Vanuku izbio je 1812. godine a pobuna u Kuzsku je izbila između 1814. i 1816. godine. Uprkos ovim pobunama, kreolska oligarhija u Peruu ostala je uglavnom lojalna Španiji, što objašnjava činjenicu da je Vicekraljevstvo Perua ostalo poslednji predstavnik španske vlasti u Južnoj Americi.

## Rat za nezavisnost (1811–1824)
Pokret Perua ka nezavisnosti pokrenut je ustankom špansko-američkih zemljoposednika i njihovih snaga, na čelu sa Hoseom de San Martinom iz Argentine i Simonom Bolivarom iz Venecuele. San Martin, je nakon bitke za Čakabuko proterao rojaliste iz Čilea, a 1819. godine se iskrcao na poluostrvo Parakas sa 4.200 vojnika. Ekspediciju koja je uključivala ratne brodove organizovao je i finansirao Čile. Ona je otplovila iz Valparaisa u avgustu 1820. godine. San Martin je proglasio nezavisnost Perua u Limi 28. jula 1821. rečima: "... Od ovog trenutka, Peru je slobodan i nezavisan, opštom voljom naroda i pravdom svoga cilja koju Bog brani. Živela domovina! Živela sloboda! Živela naša nezavisnost!".
Ipak, situacija se i dalje menjala i emancipacija je završena tek u decembru 1824. godine, kada je general Antonio Hose de Sukre pobedio španske trupe u bici kod Ajakuča. Pobeda je dovela do političke nezavisnosti, ali su ostale autohtone i mestičke pristalice monarhije u provinciji Vanta podigle pobunu 1825–1828. godine.
Španija je organizovala uzaludne pokušaje da povrati svoje bivše kolonije, kao što je bila bitka za Kaljao, a tek 1879. godine konačno je priznala peruansku nezavisnost.

## Republika Peru

### Teritorijalni sporovi (1824–1884)
Nakon proglašenja nezavisnosti, Peru i njegove komšije dolazili su u povremene međusobne teritorijalne sporove. Pokušaj da se ujedine Peru i Bolivija nastao je u periodu od 1836. do 1839. godine od strane bolivijskog predsednika Andresa de Santa Kruza kada je osnovana Peruansko-bolivijska Konfederacija. Ozbiljna unutrašnja opozicija dovela je do njenog raspada u Ratu konfederacija, a zatim i pokušaja peruanskog predsednika Agustina Gamara da aneksira Boliviju koji je na kraju propao i pretvorio se u dugotrajni rat.
Peru je krenuo u program izgradnje železnice. Američki preduzetnik Henri Mejgs izgradio je standardnu liniju koloseka od Kaljaoa preko Anda do unutrašnjosti Vankaja, produžavajući za Kusko, sagradio je liniju i neko vreme kontrolisao svoju politiku a na kraju je doveo do bankrotstva i sebe i zemlju. Predsednik Tomas Gvardija ugovorio je sa Mejgsom 1871. da izgradi prugu do Atlantika. Finansijski problemi prisilili su vladu da preuzme vlast 1874. godine. Uslovi rada su bili složeni, sa konfliktima koji su proistekli iz različitih nivoa veština i organizacije između Severne Amerike, Evropljana, crnaca i Kineza. Uslovi su bili veoma brutalni za Kineze i doveli su do štrajkova i nasilnog potiskivanja.
Peru je 1879. godine ušao u Pacifički rat koji je trajao do 1884. godine. Bolivija se pozvala na savez sa Peruom protiv Čilea. Peruanska vlada je pokušala posredovati u sporu slanjem diplomatskog tima za pregovore s čileanskom vladom, ali je komisija zaključila da je rat neizbežan. Bolivija je 14. marta 1879. objavila rat i Čile je kao odgovor objavio rat Boliviji i Peruu 5. aprila 1879. godine, nakon čega je Peru sledećeg dana objavio rat Čileu. Gotovo pet godina rata završilo je gubitkom provincije Tarapaka. Provincije Tacna i Arika u regionu Atakama su okupirane na 10 godina od strane Čilea, posle kojih je narod na plebiscitu trebalo da odluči kojoj državi će pripasti ove provincije. Plebiscit nije održan, već je 1929, uz posredovanje SAD, postignut dogovor da Čile zadrži Ariku, a da Peru preuzme teritoriju Tacne i dobije 6 miliona američkih dolara naknade.
Pacifički rat je ostavio duboke traumatične posledice na bolivijsko i peruansko društvo. I dan danas, posledice Pacifičkog rata su aktuelna tema u štampi i prepreka u normalizovanju diplomatskih i ekonomskih odnosa sa Čileom.
Nakon Ekvadorsko-peruanskog rata 1941. godine, Protokol iz Rija je nastojao da formalizuje granicu između te dve zemlje. Tekuće granične nesuglasice dovele su do kratkog rata početkom 1981. i Senepskog rata početkom 1995. godine, ali 1998. godine vlade obe zemlje potpisale su istorijski mirovni sporazum koji je jasno razgraničio međunarodnu granicu između njih. Krajem 1999. godine vlade Perua i Čilea su slično implementirale i poslednji članak iz graničnog sporazuma iz 1929. godine.

### Aristokratska Republika (1884–1930)
Nakon Pacifičkog rata, preduzet je izuzetan napor za obnovu zemlje. Vlada je počela da inicira niz socijalnih i ekonomskih reformi kako bi se oporavila od ratnih šteta. Politička stabilnost je postignuta tek početkom 20. veka.
Nikolas de Pjerola je 1894. godine, nakon što je udružio svoju stranku sa Građanskom partijom Perua, organizovao gerilske borce da zauzmu Limu i svrgnuo je Andresa Avelina Kaseresa i ponovo postao predsednik Perua 1895. godine. Nakon kratkog perioda u kojem je vojska kontrolisala zemlju, civilna vlast je trajno uspostavljena sa Pjerolinim izborom 1895. godine. Njegov drugi mandat je uspešno završen 1899. godine i obeležen je rekonstrukcijom devastiranog Perua pokretanjem fiskalnih, vojnih, verskih i građanskih reformi. Do 1920-ih ovaj period se zvao "Aristokratska Republika", jer je većina predsednika koji su vladali zemljom bila iz društvene elite.
Tokom perioda Augusta B. Leguje u vladi ((1908–1912. i 1919–1930), ovaj drugi poznat kao “Onsenio” (“Jedanaesti”)), ulazak američkog kapitala postao je glavni izvor investicija a buržoazija je bila favorizovana. Ova politika, zajedno sa povećanom zavisnošću od stranih investicija, usredsredila se na protivljenje najnaprednijih sektora peruanskog društva protiv oligarhije zemljoposednika.
Postojao je konačni mirovni sporazum 1929. godine, potpisan između Perua i Čilea, a koji se naziva Sporazum iz Lime, kojim se Tacna vraća Peruu, a Peru se trajno odrekao od nekada bogatih provincija Arike i Tarapake, ali je zadržao određena prava na lučke aktivnosti u Ariki i u pitanjima ograničenja koja Čile može da učini na tim teritorijama.
Godine 1924. iz Meksika, lideri reformi univerziteta u Peruu, koje je vlada prisilila na izgnanstvo, osnovali su Američku narodnu revolucionarnu alijansu (APRA), koji je imao veliki uticaj na politički život zemlje. APRA je stoga u velikoj meri politički izraz reforme univerziteta i borbe radnika u periodu 1918-1920. Ovaj pokret crpi svoje uticaje od  Meksičke revolucije i njenog Ustava iz 1917. godine, posebno o pitanjima agrarizma i indigenizma, i u manjoj meri od ruske revolucije. Blizak marksiszmu (njegov vođa Haja de la Tore izjavljuje da je "APRA marksistička interpretacija američke stvarnosti"), ali se ipak udaljava od pitanja klasne borbe i značaja koji se daje borbi za političku borbu jedinstva Latinske Amerike.
Peruanska socijalistička partija osnovana je 1928. godine pod vođstvom Hosea Karlosa Mariјategija, koji je bio bivši član APRA-e. Ubrzo nakon toga, 1929. godine, stranka je osnovala Generalnu konfederaciju radnika.

### Smenjivanje demokratije i militarizma (1930–1979)
Nakon globalne krize iz 1929. godine, brojne kratke vlade su smenjivale jedna drugu. Stranka APRA imala je priliku da sprovede sistemske reforme putem političkih akcija, ali to nije bilo uspešno. To je bio nacionalistički pokret, populistički i antiimperijalistički, na čijem je čelu bio Viktor Raul Haja de la Tore tokom 1924. godine. Socijalistička partija Peru, kasnije Peruanska komunistička partija, osnovana je četiri godine kasnije, a predvodio ju je Hose K. Mariategi.
Represija je bila brutalna početkom 1930-ih i desetine hiljada APRA sledbenika (Apristas) su pogubljeni ili zatvoreni. Ovaj period karakteriše i nagli rast stanovništva i porast urbanizacije. Prema Albertu Floresu Galindu, "Prema popisu iz 1940. godine, poslednji u kom su korišćene rasne kategorije, mestici su bili grupisani sa belcima, a te dve grupe činile su više od 53 odsto stanovništva. Broj mestika je verovatno bio veći od broja autohtonih naroda i bili su najveća populaciona grupa." Peru je 12. februara 1942. godine je postao prva južnoamerička država koja je pristupila savezničkim snagama u borbi protiv sila Osovine –Brazil 22. avgusta 1942, Bolivija 7. aprila 1943. a Kolumbija 26. jula 1943. godine.
Krajem 1920-ih godina, Viktor Raul Haja de la Tore (osnivač APRA), zajedno sa Hoseom Karlosom Mariategijem (lider Peruanske komunističke partije), bili su dva velika protivnika u peruanskoj politici. Ideološki suprotstavljeni, oboje su uspeli stvoriti prve političke stranke koje su se bavile socijalnim i ekonomskim problemima zemlje. Nakon Mariategijeve smrti 1930. godine, Haja de la Torre je dva puta izabran za predsednika, ali ga je vojska spriječila da preuzme dužnost. Tokom Drugog svetskog rata, zemlja je zarobila oko 2.000 svojih japanskih imigranata i otpremila ih u Sjedinjene Države kao deo japansko-američkog programa interniranja.
Predsednik Bustamante Rivero se nadao da će stvoriti demokratsku vladu ograničavanjem moći vojske i oligarhije. Izabran uz saradnju APRA, uskoro je došlo do sukoba između predsednika i Haje de la Torea. Bez podrške stranke APRA, Bustamante Rivero je smatrao da je njegovo predsedništvo jako ograničeno. Predsednik je raspustio svoj "Aprista" kabinet i zamenio ga vojnim. Godine 1948. ministar Manuel A. Odria i drugi desničarski elementi vlade pozvali su Bustamantea Rivera da zabrani APRA, ali kada je predsednik odbio, Odria je podneo ostavku.
U vojnom udaru 29. oktobra, general Manuel A. Odria postao je novi predsednik. Njegov period predsedništva poznat je kao "Ochenio". Teško je došao do APRA-e, na trenutak zadovoljavajući oligarhiju i sve ostale na desnoj strani, ali je sledio populistički kurs koji mu je doneo veliku naklonost prema siromašnim i nižim klasama. Uspešna ekonomija mu je omogućila da se prepusti skupim socijalnim politikama. U isto vreme, međutim, građanska prava su bila strogo ograničena a korupcija je bila raširena tokom njegovog režima..
Bojalo se da će njegova diktatura trajati neograničeno, pa je bilo veliko iznenađenje kada je Odria dozvolio nove izbore. Za to vreme, Fernando Belaunde Teri je započeo svoju političku karijeru i predvodio je listu koju je predao Nacionalni front demokratske omladine. Nakon što je Nacionalni izborni odbor odbio da prihvati njegovu kandidaturu, on je vodio masovni protest, a upečatljivu sliku Belaundeovog hodanja sa zastavom objavio je časopis Karetas sledećeg dana, u članku pod naslovom "Tako je rođen vođa " (špa. "Así Nacen Los Lideres"). Kandidatura Belaundea iz 1956. godine na kraju je bila neuspešna, jer je prvo mesto na izborima zauzeo desničarski kandidat, favorizovan od diktatorskog režima, Manuel Prado Ugarteče.
Belaunde se ponovo kandidovao za predsednika na nacionalnim izborima 1962. godine, ovaj put sa svojom strankom Narodnom akcijom (špa. "Acción Popular"). Rezultati su bili veoma tesni, završio je na drugom mestu, iza Haje de la Torea (APRA), sa manje od 14.000 glasova. Pošto nijedan od kandidata nije uspeo da dobije Ustavom utvrđen minimum od jedne trećine glasova potrebnih za pobedu, izbor predsednika trebalo je da odredi Kongres. Dugogodišnji antagonistički odnosi između vojske i APRA potstaknuli su Haju de la Torea da se dogovori sa bivšim diktatorom Odriom, koji je završio na trećem mestu na izborima, što bi dovelo do toga da Odria preuzme predsedništvo u koalicionoj vladi.
Međutim, rasprostranjene optužbe za prevaru dovele su do toga da je peruanska vojska smenila Prada i postavila vojnu huntu, koju je predvodio Rikardo Perez Godoj. Godoj je predvodio kratku prelaznu vladu i održao nove izbore 1963. godine, na kojima je Belaunde pobedio ali sa tesnom razlikom od pet posto glasova.
Šezdesetih godina širom Latinske Amerike, komunistički pokreti inspirisani Kubanskom revolucijom nastojali su osvojiti vlast kroz gerilske ratove. Pokret revolucionarne levice (Peru), ili MIR, pokrenuo je ustanak koji je bio ugušen do 1965. godine, ali unutrašnji sukobi u Peruu su nastavljeni sve do vrhunca 1990-ih.
Vojska je igrala istaknutu ulogu u istoriji Perua. Državni udari su više puta prekidali civilnu ustavnu vladu. Poslednji period vojne vladavine (1968-1980) počeo je kada je general Huan Velasko Alvarado svrgnuo predsednika Fernanda Belaundea Terija iz Stranke narodne akcije (AP). Kao deo onoga što je nazvano "prvom fazom" nacionalističkog programa vojne vlade, Velasko je preduzeo obiman program agrarne reforme i nacionalizovao industriju ribljeg brašna, neke naftne kompanije i nekoliko banaka i rudarskih firmi.
General Fransisko Morales Bermudez zamenio je Velaska 1975. godine, navodeći kao razlog Velaskovo ekonomsko loše upravljanje i pogoršanje zdravlja. Morales Bermudez prebacio je revoluciju u konzervativniju "drugu fazu", ublažujući radikalne mere prve faze i započinjući zadatak obnove ekonomije zemlje. Uspostavljena je ustavna skupština 1979. godine, koju je vodio Viktor Raul Haja de la Tore. Morales Bermudez predsedavao je povratkom u civilnu vladu u skladu sa novim ustavom iz 1979. godine.

### Demokratska obnova i izbori (1979–današnjica)

#### 1980-te
Tokom osamdesetih godina prošlog veka, uzgoj nedozvoljene koke uspostavljen je na velikim površinama na istočnoj Andskoj padini. Ruralni pobunjenički pokreti, poput  Svetle staze (špa. Sendero Luminoso, SL) i Revolucionarnog pokreta Tupak Amaru (MRTA) porasli su za to vreme i izvlačili su značajnu finansijsku podršku iz saveza sa narkotrafikantima, što je dovelo do unutrašnjeg sukoba u Peruu.
Na izborima u maju 1980. godine predsednik Fernando Belaunde Teri vraćen je na funkciju velikom većinom glasova. Jedna od njegovih prvih akcija na mestu predsednika bila je vraćanje nekoliko štamparija njihovim vlasnicima. Na ovaj način, sloboda govora ponovo je igrala važnu ulogu u peruanskoj politici. Postepeno je takođe pokušao da poništi neke od najradikalnijih efekata agrarne reforme koju je pokrenuo Velasko i preokrenuo nezavisni stav koji je vojna vlada Velaska imala sa Sjedinjenim Državama.
Drugi mandat Belaundea obeležila je i bezuslovna podrška argentinskim snagama tokom Folklandskog rata sa Ujedinjenim Kraljevstvom 1982. Belaunde je izjavio da je „Peru spreman da podrži Argentinu svim sredstvima koja su joj potrebna“. Ovo je obuhvatalo niz borbenih aviona i verovatno pripadnika vazduhoplovnih snaga Perua, kao i brodove i medicinske ekipe. Belaundeova vlada predložila je mirovno rešenje između dveju zemalja, ali su ga obe strane odbile, jer su obe zahtevale suverenitet nad teritorijom ostrva. Kao odgovor na podršku Čilea Velikoj Britaniji, Belaunde je pozvao na jedinstvo Latinske Amerike.
Ekonomski problemi preostali od prethodne vojne vlade su se nastavili, pogoršavši se pojavom "El Ninja" tokom 1982–1983. godine, što je prouzrokovalo široke poplave u nekim delovima zemlje, velike suše u drugim i uništilo škole okeanske ribe koje su jedan od glavnih resursa zemlje. Nakon obećavajućeg početka, Belaundeova popularnost je opala pod stresom inflacije, ekonomskih teškoća i terorizma.
APRA je 1985. pobedila na predsedničkim izborima dovodeći Alana Garsiju na mesto predsednika. Prelazak predsedništva od Belaundea na Garsiju 28. jula 1985. godine bila je prva razmena vlasti sa jednog demokratski izabranog lidera na drugog, prvi put nakon 40 godina.
Sa parlamentarnom većinom, prvi put u istoriji APRA-e, Alan Garsija je započeo svoju administraciju u nadi za bolju budućnost. Međutim, ekonomsko loše upravljanje dovelo je do hiperinflacije od 1988. do 1990. godine. Garsijin mandat obeležili su porasti hiperinflacije, koja je 1990. dostigla 7.649% i imala kumulativni ukupni iznos od 2.200.000% između jula 1985. i jula 1990, čime je duboko destabilizovala peruansku ekonomiju .
Zbog takve hronične inflacije, peruansku valutu sol zamenio je inti sredinom 1985. godine, koji je u julu 1991. zamenjen novim solom ("novo sunce"), a tada je novi sol imao kumulativ vrednost milijardu starih sola. Tokom njegove administracije, godišnji prihod Perua po glavi stanovnika je pao na 720 dolara (ispod nivoa iz 1960), a bruto domaći proizvod je pao 20%. Do kraja mandata nacionalne rezerve su iznosile negativnih 900 miliona dolara.
Ekonomski turbulentna vremena pogoršala su socijalne tenzije u Peruu i delom su doprinela porastu nasilnog pobunjeničkog pokreta Svetle staze. Garsija je neuspešno tražio vojno rešenje rastućeg terorizma, što je dovelo do kršenja ljudskih prava koja su još uvek pod istragom.
U junu 1979, vojska je žestoko potisnula demonstracije za besplatno školovanje: 18 ljudi je ubijeno prema zvaničnim podacima, ali procene nevladinih organizacija sugerišu nekoliko desetina smrtnih slučajeva. Ovaj događaj doveo je do radikalizacije političkih protesta na selu i na kraju doveo do izbijanja oružanih i terorističkih akcija Svetle staze.

#### Predsedništvo Fudžimorija i Fudžišok (1990–2000)
Zabrinuti zbog ekonomije, sve veće terorističke pretnje od Svetle staze i MRTA-e i navoda o službenoj korupciji, glasači su za predsednika 1990. godine izabrali relativno nepoznatog matematičara koji se bavio politikom, Alberta Fudžimorija. Prvi krug izbora osvojio je dobro poznati pisac Mario Vargas Ljosa, konzervativni kandidat koji je 2010. dobio Nobelovu nagradu za književnost, ali Fudžimori ga je pobedio u drugom krugu. Fudžimori je sproveo drastične mere zbog kojih je inflacija skočila sa 7.650% u 1990. na 139% u 1991. Valuta je devalvirana za 200%, cene su naglo rasle (naročito benzin, čija se cena množila sa 30), stotine javnih preduzeća su privatizovana a 300.000 radnih mesta se ugasilo. Većina stanovništva nije imala koristi od godina snažnog rasta, što će na kraju samo proširiti jaz između bogatih i siromašnih. Stopa siromaštva ostala je oko 50%.
Kao što su to činili i drugi diktatori, Fudžimori je raspustio Kongres 5. aprila 1992. godine, kako bi imao potpunu kontrolu nad vladom Perua. Zatim je eliminisao ustav, raspisao nove kongresneizbore i sproveo značajne ekonomske reforme, uključujući privatizaciju brojnih državnih kompanija, stvaranje klime pogodne za ulaganja i dobro upravljanje ekonomijom.
Fudžimorijevu administraciju ometalo je nekoliko pobunjeničkih grupa, od kojih je najpoznatija Svetla staza, koja je sprovodila terorističku kampanju u selima tokom 1980-ih i 1990-ih. Odlučno je krenuo na pobunjenike i bio je uspešan u velikom potiskivanju do kraja devedesetih, ali borbu su ometala zverstva koja su počinile i peruanske snage bezbednosti i pobunjenici: masakr Barios Altos i masakr La Kantuta od vladinih paravojnih grupa i bombardovanja Tarata i Fresuensija Latina od strane Svetle staze. Navedeni primeri su kasnije posmatrani kao simboli kršenja ljudskih prava počinjena tokom poslednjih godina nasilja. Sa hapšenjem Abimaela Guzmana (poznatog kao predsednik Gonzalo u Svetloj stazi) u septembru 1992. godine, Svetla staza je dobila snažan udarac koji je praktično uništio organizaciju.
U decembru 1996. grupa pobunjenika pripadnika MRTA-e preuzela je japansku ambasadu u Limi, uzevši 72 osobe kao taoce. Vojni komandosi upali su u ambasadu u maju 1997. godine, što je rezultiralo smrću svih 15 pobunjenika, jednog taoca i 2 komandosa. Kasnije se, međutim, pokazalo da je šef za bezbednosti Vladimiro Montesinos možda naredio ubistvo najmanje osam pobunjenika nakon što su se predali.
Fudžimorijeva ustavno upitna odluka da zatraži treći mandat i naknadno opovrgne pobedu u junu 2000. donela je politička i ekonomska previranja. Skandal o primanju mita koji je izbio samo nekoliko nedelja nakon što je u julu preuzeo funkciju, prisilio je Fudžimorija da raspiše nove izbore na kojima se neće kandidovati. U skandalu je učestvovao Vladimiro Montesinos, koji je prikazan u video prilogu na TV-u kako podmićuje političara da promeni svoju stranu. Montesinos je nakon toga postao centar ogromne mreže ilegalnih aktivnosti, uključujući proneveru, ucene, trgovinu drogom, kao i kršenja ljudskih prava počinjena tokom rata protiv Svetle staze.

#### Predsedništva Toleda, Garsije, Umala, Kučinskog (2001-današnjica)
U novembru 2000. godine, Fudžimori je podneo ostavku na funkciju i otišao u Japan u samoimenovanom egzilu, izbegavajući krivično gonjenje zbog kršenja ljudskih prava i optužbi za korupciju od strane novih peruanskih vlasti. Njegov glavni šef obaveštajne službe Vladimiro Montesinos, nedugo zatim je pobegao iz Perua. Vlasti u Venecueli uhapsile su ga u Karakasu u junu 2001. i predale ga peruanskim vlastima, sada je zatvoren i optužen za dela korupcije i kršenja ljudskih prava počinjena za vreme Fudžimorijeve administracije.
Služba vlade kojom je predsedavao Valentin Paniagua preuzela je odgovornost za sprovođenje novih predsedničkih i kongresnih izbora. Izbori su održani u aprilu 2001. godine, posmatrači su ih smatrali slobodnim i fer. Alehandro Toledo (koji je predvodio opoziciju protiv Fudžimorija) pobedio je bivšeg predsednika Alana Garsiju.
Novoizabrana vlada stupila je na funkciju 28. jula 2001. Vlada Toleda uspela je Peruu vratiti određeni stepen demokratije nakon autoritarizma i korupcije koji su zadesili i vlade Fudžimorija i Garsije. Nevinim osuđenicima koje su vojni sudovi pogrešno osudili tokom rata protiv terorizma (1980–2000) dozvoljeno je da izađu na novim suđenjima pred civilnim sudovima.
Komisija za istinu i pomirenje, 28. avgusta 2003. godine, koja je bila zadužena za proučavanje korena nasilja u periodu 1980-2000. godine, predala je predsedniku svoj formalni izveštaj.
Predsednik Toledo bio je primoran da izvrši brojne promene kabineta, uglavnom kao odgovor na lične skandale. Vladajuća koalicija Toleda imala je manjinu u Kongresu i morala je pregovarati na ad hok osnovi sa drugim strankama da formiraju većinu u vezi sa zakonodavnim predlozima. Popularnost Toleda na anketama pretrpela je pad tokom poslednjih godina njegovog režima, delom i zbog porodičnih skandala, a delom zbog nezadovoljstva među radnicima njihovim delom koristi od makroekonomskog uspeha Perua. Nakon što su štrajkovi nastavnika i poljoprivrednih proizvođača doveli do blokade puteva širom zemlje u maju 2003. godine, Toledo je proglasio vanredno stanje koje je suspendovalo neke građanske slobode i dalo vojnoj snazi da sprovodi red u 12 regiona. Vanredno stanje je kasnije svedeno na samo nekoliko oblasti u kojima je delovala Sjajna staza.
Bivši predsednik Alan Garsija postao je 28. jula 2006. godine aktuelni predsednik Perua. Pobedio je na izborima 2006. godine nakon pobede u drugom krugu protiv Oljanta Umala.
U maju 2008. godine, predsednik Garsija bio je potpisnik Konstitutivnog ugovora UNASUR-a Unije južnoaemeričkih nacija. Peru je ratifikovao sporazum.
Oljanta Umala izabrana je 5. juna 2011. za predsednika na izborima pobedom protiv Keiko Fudžimori, ćerke Alberta Fudžimorija i bivše prve dame Perua, na izborima 2011, čime je postao prvi levičarski predsednik Perua od Huana Velaska Alvarada. U decembru 2011. proglašeno je vanredno stanje nakon što se narod usprotivio nekim velikim rudarskim projektima i ekološkim problemima.
Pedro Pablo Kučinski (poznat kao PPK) izabran je za predsednika na opštim izborima u julu 2016. Njegovi roditelji su bili evropski izbeglice koji su bežali od nacizma. Kučinski je posvećen integraciji i priznavanju autohtonog stanovništva Perua, a državna televizija započela je svakodnevne emisije i vesti na jezicima Kečua i Ajmara. Kučinski je bio široko kritikovan zbog pomilovanja bivšeg predsednika Alberta Fudžimorija, kršeći obećanja iz predizborne kampanje koju je vodio protiv Keike Fudžimori.
U martu 2018. godine, nakon neuspeha u smenjivanju predsednika, Kučinski se ponovo suočio sa pretnjom da će biti optužen za korupciju u izbornoj krađi i podmićivanjima u vezi sa korupcijom Odebreht. Kučinski je 23. marta 2018. bio primoran da podnese ostavku na funkciju predsednika Perua i od tada se nije oglašavao u javnosti.
Kučinskijev naslednik je njegov potpredsednik, inženjer Martin Viskara, koji ga je nasledio na mestu predsednika do kraja Kučinskijevog mandata 2021. godine.
Viskara je javno saopštio da nema planova u traženju reizbora usred političke krize i nestabilnosti.

## Literatura
- Dobyns, Henry F. and Paul L. Doughty (1976). Peru: A cultural history. New York: Oxford University Press.
- Higgins, James (1987). A history of Peruvian literature. Francis Cairns.
- Werlich, David P (1978). Peru: a short history. Southern Illinois Univ Pr.

### Osvajanje
- Cieza de León, Pedro de. The Discovery and Conquest of Peru: Chronicles of the New World Encounter. Ed. and trans., Alexandra Parma Cook and David Noble Cook. Durham: Duke University Press 1998.
- Hemming, John (1970). The Conquest of the Incas. New York: Harcourt Brace Janovich.
- Lockhart, James. The Men of Cajamarca; a social and biographical study of the first conquerors of Peru, Austin, Published for the Institute of Latin American Studies by the University of Texas Press [1972]
- Yupanqui, Titu Cusi. An Inca Account of the Conquest of Peru. Trans. Ralph Bauer. Boulder: University Press of Colorado 2005.

### Kolonijalna era
- Andrien, Kenneth J (1985). Crisis and Decline: The Viceroyalty of Peru in the Seventeenth Century. Albuquerque: University of New Mexico Press.
- Andrien, Kenneth J. (2001). Andean Worlds: Indigenous History, Culture, and Consciousness under Spanish Rule, 1532–1825. Albuquerque: University of New Mexico Press.2001.
- Bakewell, Peter J. Silver and Entrepreneurship in Seventeenth-Century Potosí: The Life and times of Antonio López de Quiroga. Albuquerque: University of New Mexico Press.1988.
- Baker, Geoffrey (2008). Imposing Harmony: Music and Society in Colonial Cuzco. Durham: Duke University Press.
- Bowser, Frederick P. (1974). The African Slave in Colonial Peru, 1524–1650. Stanford: Stanford University Press.1973.
- Bradley, Peter T. Society, Economy, and Defence in Seventeenth-Century Peru: The Administration of the Count of Alba de Liste (1655–61). Liverpool: Institute of Latin American Studies.. University of Liverpool 1992.
- Bradley, Peter T. The Lure of Peru: Maritime Intrusion into the South Sea, 1598–1701. New York: St Martin.'s Press 1989.
- Burns, Kathryn (1999). Colonial Habits: Convents and the Spiritual Economy of Cuzco, Peru.. on the crucial role that convents played in the Andean economy as lenders and landlords; nuns exercised economic & spiritual power.
- Cahill, David. From Rebellion to Independence in the Andes: Soundings from Southern Peru, 1750–1830. Amsterdam: Aksant.2002.
- Chambers, Sarah C. From Subjects to Citizens: Honor, Gender, and Politics in Arequipa, Peru, 1780–1854. University Park: Penn State Press.1999.
- Charnay, Paul. Indian Society in the Valley of Lima, Peru, 1532–1824. Blue Ridge Summit: University Press of America.2001.
- Dean, Carolyn (1999). Inka Bodies and the Body of Christ: Corpus Christi in Colonial Cuzco, Peru. Durham: Duke University Press.
- Fisher, John. (2003). Bourbon Peru, 1750–1824. Liverpool: Liverpool University Press.2003.
- Fisher, John R., Allan J. Kuethe, and Anthony McFarlane, eds. Reform and Insurrection in Bourbon New Granada and Peru. Baton Rouge: Louisiana State University Press.2003.
- Garrett, David T. (2012). Shadows of Empire: The Indian Nobility of Cusco, 1750–1825. New York: Cambridge University Press.2005.
- Griffiths, Nicholas (1996). The Cross and the Serpent: Religious Repression and Resurgence in Colonial Peru. Norman: University of Oklahoma Press.
- Hyland, Sabine (2003). The Jesuit and the Incas: The Extraordinary Life of Padre Blas Valera, S.J. Ann Arbor: University of Michigan Press.
- Jacobsen, Nils (1996). Mirages of Transition: The Peruvian Altiplano, 1780–1930.
- Lamana, Gonzalo (2008). Domination Without Dominance: Inca-Spanish Relations in Early Colonial Peru. Durham: Duke University Press.
- Lockhart, James. Spanish Peru, 1532–1560: A Social History (1968), a detailed portrait of the social and economic lives of the first generation of Spanish settlers in Peru & the development of Spanish colonial society in the generation after conquest
- MacCormack, Sabine (1991). Religion in the Andes: Vision and Imagination in Colonial Peru. Princeton: Princeton University Press.
- Mangan, Jane E. (2005). Trading Roles: Gender, Ethnicity, and the Urban Economy in Colonial Potosí. Durham: Duke University Press.2005.
- Marks, Patricia (2007). Deconstructing Legitimacy: Viceroys, Merchants, and the Military in Late Colonial Peru. University Park: Penn State Press.
- Means, Philip Ainsworth (1933). Fall of the Inca Empire and the Spanish Rule in Peru: 1530–1780.
- Miller, Robert Ryal, ed. Chronicle of Colonial Lima: The Diary of Joseph and Francisco Mugaburu, 1640–1697. Norman: University of Oklahoma Press.1975.
- Mills, Kenneth. (1997). Idolatry and Its Enemies: Colonial Andean Religion and Extirpation, 1640–1750. Princeton: Princeton University Press.1997.
- Osorio, Alejandra B (2008). Inventing Lima: Baroque Modernity in Peru's South Sea Metropolis. New York: Palgrave.
- Poma de Ayala, Felipe Guaman (2009). The First New Chronicle and Good Government: On the History of the World and the Incas up to 1615.. Ed. and trans. Roland Hamilton. Austin: University of Texas Press
- Porras Barrenechea, Raúl (2016). El nombre del Perú (The Name of Peru). Lima: Lápix editores. ISBN 9786124722110.
- Premo, Bianca (2005). Children of the Father King: Youth, Authority, and Legal Minority in Colonial Lima. Chapel Hill: University of North Carolina Press.
- Ramírez, Susan Elizabeth (1996), The World Turned Upside Down: Cross-Cultural Contact and Conflict in Sixteenth-Century Peru, Stanford: Stanford University Press.
- Serulnikov, Sergio (2003). Subverting Colonial Authority: Challenges to Spanish Rule in Eighteenth-Century Southern Andes. Durham: Duke University Press.
- Spalding, Karen. (1988-12-01). Huarochirí: An Andean Society Under Inca and Spanish Rule. Stanford: Stanford University Press.1984.
- Stavig, Ward (1999). The World of Tupac Amaru: Conflict, Community, and Identity in Colonial Peru.. an ethnohistory that examines the lives of Andean Indians, including diet, marriage customs, labor classifications, taxation, and the administration of justice, in the eighteenth century.
- Tandeter, Enrique. (1993). Coercion and Market: Silver Mining in Colonial Potosí, 1692–1826. Albuquerque: University of New Mexico Press.1993.
- TePaske, John J., ed. and trans. Discourse and Political Reflections on the Kingdom of Peru by Jorge Juan and Antonio Ulloa. Norman: University of Oklahoma Press.1978.
- Thomson, Sinclair (2003). We Alone Will Rule: Native Andean Politics in the Age of Insurgency. Madison: University of Wisconsin Press.
- Van Deusen, Nancy E (2001). Between the Sacred and the Worldly: the Institutional and Cultural Practice of Recogimiento in Colonial Lima. Stanford: Stanford University Press.
- Varón Gabai, Rafael. Francisco Pizarro and His Brothers: The Illusion of Power in Sixteenth-Century Peru. Trans. by Javier Flores Espinosa. Norman: University of Oklahoma Press 1997.
- Walker, Charles F. Shaky Colonialism: The 1746 Earthquake-Tsunami in Lima, Peru, and Its Long AftermathStay (2008)
- Wightman, Ann M. (1990). Indigenous Migration and Social Change: The Forasteros of Cuzco, 1570–1720. Durham: Duke University Press.1990.

### Era nakon nezavisnosti
- Blanchard, Peter (1992). Slavery and Abolition in Early Republican Peru. Wilmington: Scholarly Resources.
- Bonilla, Heraclio (1978). „The War of the Pacific and the national and colonial problem in Peru”. Past & Present. 81 (1): 92—118..
- Cueto, Marcos (2001). The return of epidemics: health and society in Peru during the twentieth century. Ashgate.
- Hünefeldt, Christine, Paying the Price of Freedom: Family and Labor Among Lima's Slaves, 1800–1854. trans. by Alexandra Minna Stern. Berkeley and Los Angeles: University of California Press 1994.
- Kenney, Charles Dennison (2004). Fujimori's coup and the breakdown of democracy in Latin America. University of Notre Dame Press.
- Larson, Brooke. (2004). Trials of Nation Making: Liberalism, Race, and Ethnicity in the Andes, 1810–1910. New York: Cambridge University Press.2004.
- Méndez G., Cecilia.  The plebeian republic : the Huanta rebellion and the making of the Peruvian state, 1820–1850. Durham: Duke University Press. 2005.
- Miller, Rory (1987). Region and Class in Modern Peruvian History.
- Pike, Frederick B (1967). The Modern History of Peru.
- Starn, Orin (1995). „Maoism in the Andes: The Communist Party of Peru-Shining Path and the refusal of history”. Journal of Latin American Studies. 27 (2): 399—421..
- Walker, Charles F. (1999). Smoldering Ashes: Cuzco and the Creation of Republican Peru, 1780–1840. Durham: Duke University Press.1999.

### Ekonomska i radnička istorija
- De Secada, C. Alexander G (1985). „Arms, guano, and shipping: the WR Grace interests in Peru, 1865–1885”. Business History Review. 59 (4): 597—621..
- Drake, Paul. "International Crises and Popular Movements in Latin America: Chile and Peru from the Great Depression to the Cold War", in Latin America in the 1940s, David Rock, ed. Berkeley and Los Angeles: University of California Press 1994, 109–140.
- Gootenberg, Paul (1989). Between silver and guano: commercial policy and the state in postindependence Peru.. Princeton, N.J.: Princeton University Press, 1989.
- Gootenberg, Paul (2008). Andean cocaine: the making of a global drug. Chapel Hill: University of North Carolina Press.
- Greenhill, Robert G., and Rory M. Miller (1973). „The Peruvian Government and the nitrate trade, 1873–1879”. Journal of Latin American Studies. 5 (1): 107—131..
- Keith, Robert G (1979). Conquest and Agrarian Change: The Emergence of the Hacienda System on the Peruvian Coast.
- Peloso, Vincent C (1999). Peasants on Plantations: Subaltern Strategies of Labor and Resistance in the Pisco Valley, Peru. Duke University Press.
- Purser, Michael, and W. F. C. Purser. (1971). Metal-mining in Peru, past and present.
- Quiroz, Alfonso W (1993). Domestic and foreign finance in modern Peru, 1850–1950: financing visions of development. University of Pittsburgh Press.
- Stewart, Watt (1946). Henry Meiggs: Yankee Pizarro. Duke University Press.. on 1870s

### Primarni izvori
- Higgins, James (editor).  The Emancipation of Peru: British Eyewitness Accounts. 2014.

### Istoriografija
- Bonilla, Heraclio. „The New Profile of Peruvian History”. Latin American Research Review. 16 (3): 210—224. JSTOR 2502930. S2CID 253112555. doi:10.1017/S0023879100033525. (1981).
- Fryer, Darcy R. „A Taste of Spanish America: Reading Suggestions for Teachers of Colonial North America”. Common-Place. 15 (2). 2015.,
- Heilman, Jaymie Patricia (2011). „From the Inca to the Bourbons: New writings on pre-colonial and colonial Peru”. Journal of Colonialism and Colonial History. 12 (3). S2CID 161704767. doi:10.1353/cch.2011.0030.
- Restall, Matthew (2003). Seven Myths of the Spanish Conquest. Oxford University Press.
- Thurner, Mark (2010). History's Peru: The Poetics of Colonial and Postcolonial Historiography. University Press of Florida.. 302 pages; a study of Peruvian historiography from Inca Garcilaso de la Vega (1539–1616) to Jorge Basadre (1903–80). full text online